# Szymczakowskia testacea
Szymczakowskia testacea är en insektsart som beskrevs av Irena Dworakowska 1976. Szymczakowskia testacea ingår i släktet Szymczakowskia och familjen dvärgstritar.
Artens utbredningsområde är Kamerun. Inga underarter finns listade i Catalogue of Life.